# Salvator Rosa (metropolitana di Napoli)
Salvator Rosa è una stazione della linea 1 della metropolitana di Napoli.

## Storia
I lavori ebbero inizio nel 1996. La stazione è stata inaugurata il 5 aprile 2001. La realizzazione della stazione ha comportato un investimento complessivo di circa 44,4 milioni di euro.

## Strutture e impianti
La stazione, in galleria, occupa una superficie di 8 413 m², con un'area di intervento pari a 6 100 m². La profondità della stazione è di 44 metri, presenta una pendenza del 4,9% e dispone di 14 impianti e 2 uscite.
La stazione, progettata da Alessandro Mendini, è dotata di un'uscita a valle di via Salvator Rosa, aperta nel dicembre 2002, la cui presenza è segnalata da una guglia dell'Atelier Mendini, posta al centro di un piazzale. Il basamento della guglia è ricoperto dai rilievi in ceramica di Enzo Cucchi, raffiguranti alcune icone dell'immaginario partenopeo, mentre poco distante vi è un altro simbolo della città, il Pulcinella di Lello Esposito. Tale uscita è stata chiusa dal 2020 al 2023 per motivi tecnici. All'interno della stazione è possibile ammirare le installazioni di Raffaella Nappo, Enzo Cucchi, LuCa, Santolo De Luca, Quintino Scolavino, Natalino Zullo, Perino&Vele, Anna Sargenti.
L'area circostante la stazione ha beneficiato di una profonda riqualificazione che ha riportato allo splendore i resti di un ponte romano e di una cappella neoclassica e ha valorizzato i palazzi circostanti, trasformandoli in opere d'arte, grazie all'intervento di artisti come Mimmo Rotella, Ernesto Tatafiore, Mimmo Paladino, Renato Barisani e Gianni Pisani.
I diversi livelli del parco sono collegati anche attraverso una lunga scala mobile esterna, che conduce al piazzale dei giochi, progettato da Salvatore Paladino e Mimmo Paladino. Sul pavimento, a intarsi in travertino su pietra lavica, sono stati realizzati tre giochi praticabili, il tris, la campana e il labirinto. Un richiamo al gioco, con i loro vivacissimi colori, sono anche le sculture ludiche di Salvatore Paladino. Nello stesso piazzale, ma in posizione più appartata, si trova la monumentale “mano” di Mimmo Paladino. L'intero percorso esterno è punteggiato dalle opere di alcuni tra i protagonisti dell'arte contemporanea: Renato Barisani, Augusto Perez, Lucio Del Pezzo, Nino Longobardi, Riccardo Dalisi, Alex Mocika, Ugo Marano. La suddetta scala mobile costituisce anche un'ulteriore uscita verso la soprastante via Vincenzo Romaniello (tristemente famosa in quanto nel 1985 fu ucciso dalla camorra, in un agguato sotto la sua abitazione, il giornalista de "il Mattino" Giancarlo Siani), che conduce dopo poche decine di metri a Piazza Leonardo.

## Servizi
La stazione dispone di:
- Biglietteria automatica

## Interscambi
- Fermata autobus